# Czesław Józef Hieronim Uhma
Czesław Józef Hieronim Uhma (ur. 1862 w Proszówkach, zm. 14 października 1904 we Lwowie) – polski lekarz dermatolog i wenerolog.

## Życiorys
Urodził się w 1862 jako syn Antoniego (dzierżawca Proszówek) i Zofii z domu Meciszewskiej. Uczył się w gimnazjum w Krakowie, następnie studiował na Uniwersytecie Jagiellońskim. Przerwał studia i wyjechał do Stanów Zjednoczonych, gdzie pracował dorywczo jako robotnik. Po powrocie do Krakowa kontynuował studia, uzyskując dyplom doktora nauk medycznych 17 marca 1891. Od września pracował jako lekarz pomocniczy bezpłatny w Szpitalu Powszechnym we Lwowie. W czerwcu 1892 został sekundariuszem II klasy, w maju 1893 awansował na sekundariusza I klasy. Prowadził też praktykę prywatną. Od 1903 lekarz w Dyrekcji Policji we Lwowie, pracował też społecznie w Sekcji Lwowskiej Towarzystwa Lekarzy Galicyjskich. Jako lekarz publikował w czasopismach „Przegląd Lekarski”, „Medycyna”, „Archiv für Dermatologie und Syphilis”. W 1900 roku wydał monografię Syfidologia, dość dobrze przyjętą przez specjalistów.
Udzielał się aktywnie na polu społecznym. Działał w Kole Artystyczno-Literackim, Związku Naukowo-Literackim, lwowskim gnieździe Polskiego Towarzystwa Gimnastycznego „Sokół”. Był jednym z założycieli i redaktorów czasopisma „Ojczyzna”. Był także wydawcą pisma „Wiek XX”.
Miał siostrę Marię Kamilę Henrykę (1860-1929), braci Franciszka, zmarłego na gruźlicę płuc (1864-1883), i Adama (1867-1922). 24 listopada 1891 poślubił Bronisławę Bartynowską. Miał z nią troje dzieci: Zofię (1893-1973), Bronisławę (1895-?) i Czesława (1898-1962, lekarz ginekolog). Przyjaźnił się z Janem Kasprowiczem i Stanisławem Przybyszewskim.
Zmarł śmiercią samobójczą. Został pochowany na cmentarzu Rakowickim w Krakowie.

## Prace
- Über die von Baccelli empfohlenen intravenösen Sublimatinjectionen[3] (1894)
- Die Schnellfärbung des Neisser'schen Diplococcus in frischen nicht fixirten Präparaten[4] (1899)
- Syfidologia. Lwów, 1900